# 제다 조약
제다 조약(Treaty of Jeddah)은 1927년 5월 20일, 영국과 이븐 사우드가 체결한 조약이다. 이 조약에서, 영국은 이븐 사우드가 지배하는 네지드-헤자즈 왕국의 독립을 인정했다.
향후 5년동안 이븐 사우드는 자신의 네지드 왕국과 헤자즈 왕국을 별도로 관리했다. 1932년 9월 23일 알-하사, 카티프, 네지드, 헤자즈는 사우디아라비아 왕국으로 통합되었다.
1927년 제다 조약으로 1915년 영국과 이븐 사우드가 체결한 다린 조약을 대체했다.